# 川端聡
川端 聡(かわばた さとし、1970年3月7日 - )は日本プロポケットビリヤード連盟 (JPBA)所属のプロポケットビリヤード選手(第29期生)。大阪府出身、血液型はA型。愛称は「ダイナマイト・レフティ」。
親しみを込めて「ばっさん」とも呼ばれる。アダム・ジャパン専属。

## 来歴・人物
ハスラー2のブームの頃より本格的にビリヤードに取り組み、26歳でプロへ転向する。
プロ転向からまもなく1998年アジア競技大会のエイトボール(ダブルス)にて銅メダル獲得、
翌1999年は地方オープン戦を2タイトル取得、
続く2000年に日本における二大オープン戦であるジャパンオープンで優勝し、プロとしての実力を見せつけた。
2000年以降もほぼ毎年となる地方オープン戦やJPBAチャンピオンシップでのタイトル取得だけでなく、
ワールドプールマスターズへの招待(2005年)、
2006年アジア競技大会ではエイトボール(シングルス)において金メダルを獲得するなど、
21世紀の日本ビリヤード界を担うエースプレイヤーとしての活躍を見せた。

## 主な海外成績
- 1998年
  - アジア競技大会(エイトボール・ダブルス) 銅メダル獲得
- 2000年
  - 天祥杯インビテーションマッチ 優勝
- 2005年
  - ワールドプールマスターズ招待選手
- 2006年
  - アジア競技大会(エイトボール・シングルス) 金メダル獲得
  - 第1回ワールドカップ（イギリス）・日本代表・9位
- 2007年
  - 第2回ワールドカップ（オランダ） 3位
  - 中国オープン 優勝
  - 世界ナインボール選手権　9位
- 2008年
  - 10ボール世界選手権　9位
  - 第3回ワールドカップ（オランダ）・日本代表・5位
- 2009年
  - 第4回ワールドカップ（フィリピン）・日本代表・9位
  - ワールドゲームズ（台湾・高雄）・日本代表
- 2010年
  - 世界チーム戦・日本代表
- 2012年
  - ワールドカップ・日本代表・9位

## 主な国内成績
- 1999年
  - 読売オープン（現・東海グランプリ） 優勝
  - 九州オープン 優勝
- 2000年
  - ジャパンオープン 優勝
  - 九州オープン 優勝
- 2001年
  - 九州オープン 優勝
- 2002年
  - 関西オープン 優勝
  - JPBAチャンピオンシップ 優勝
- 2003年
  - JPBAランキング2位
- 2004年
  - 東海ナインボールグランプリ（現・東海グランプリ） 優勝
  - JPBAチャンピオンシップ 優勝
  - JPBAランキング1位
  - キューズアウォードMVP
- 2005年
  - 東北オープン 優勝
  - 西日本グランプリ　第5戦　優勝
  - 西日本グランプリ　第7戦　優勝
  - JPBAランキング3位
- 2006年
  - 西日本グランプリ　第1戦　2位
  - 西日本グランプリ　第2戦　2位
  - 西日本グランプリ　第5戦　優勝
  - JPBAランキング2位
  - キューズアウォードMVP
- 2007年
  - 西日本グランプリ　第1戦　優勝
  - JPBAランキング1位
  - キューズアウォードMVP
- 2008年
  - 西日本グランプリ　第4戦　2位
  - JPBAランキング1位
  - キューズアウォードMVP
- 2009年
  - 関西９ボールオープン・優勝（2連覇）
- 2010年
  - 西日本グランプリ　第4戦　優勝
- 2011年
  - ジャパンオープン・3位タイ（日本人最高位タイ）
  - 西日本グランプリ　第2戦　優勝
  - 西日本グランプリ　第4戦　2位
  - 西日本グランプリ　第6戦　優勝
- 2012年
  - ジャパンオープン・準優勝（日本人最高位）
  - 西日本グランプリ　第1戦　優勝
- 2013年
  - 西日本グランプリ　第1戦　優勝
- 2014年
  - 西日本グランプリ　第2戦　優勝

## メディア出演

### TV
- ウィークエンド関西(2007年5月12日放送)

### DVD
- 川端聡徹底解剖 アジアを制した左腕を持つ男

### VHS
- ビリヤード スーパーレッスン(Vol.1 ～ Vol.2)

### ゲーム
- 撞球 ビリヤードマスター2